# Telepítőszoftver-készítő programok listája
A telepítőkészítő programok olyan alkalmazásokat készítenek a felhasználó által megadott beállítások alapján, melyek végrehajtják a telepítés folyamatát.

## Ismertebb telepítőkészítő programok

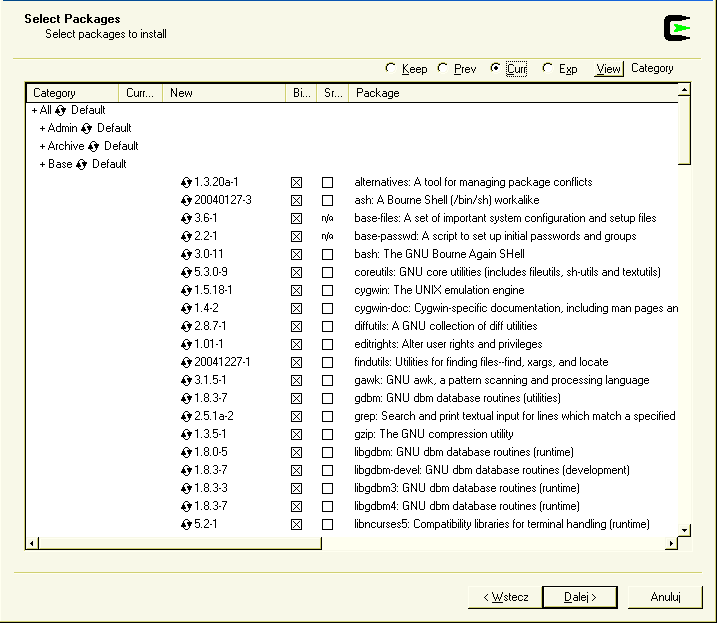
A Cygwin program telepítője

- ActiSetup
- Advanced Installer Professional
- Agentix Installer
- AGInstaller
- ArInstall
- Astrum InstallWizard
- AWinstall
- CreateInstall
- CyberInstaller Suite
- Dacris Installer
- DeployMaster
- EasySetup
- Inno Setup
- InstallAware Professional
- InstallEssen
- Install Forge
- InstallShield
- Install Creator 2
- instyler SmartSetup
- LizaJet Installer for Delphi

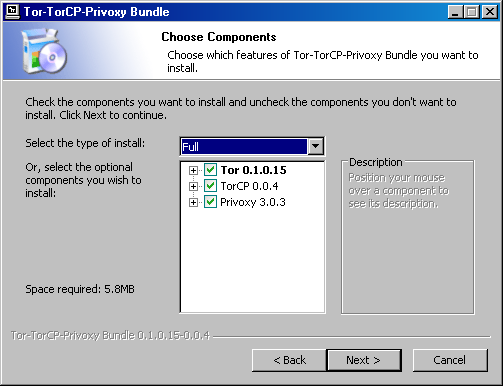
Tor-TorCP-Privoxy programcsomag összetevőinek kiválasztása

- Nullsoft Scriptable Install System (NSIS)
- Quinst
- RedShift – Installation System
- Setup Builder
- Setup Generator Pro
- Setup2Go
- SSE Setup
- Stardust Setup Packager
- Tarma ExpertInstall
- Tarma Installer
- Tarma QuickInstall
- VisualSetup